# WTA Finals 2016
Die WTA Finals 2016 (auch als BNP Paribas WTA Finals – Singapur 2016 bekannt) waren das im Rahmen der WTA Tour 2016, nach Punkten und Preisgeld (nach den vier Grand-Slam-Turnieren), am höchsten dotierte Damen-Tennisturnier. Das Hartplatzturnier fand vom 23. bis zum 30. Oktober 2016 im Singapore Indoor Stadium statt.
Die Vorjahressiegerinnen in Singapur waren Agnieszka Radwańska im Einzel sowie Martina Hingis und Sania Mirza im Doppel.

## Preisgeld und Punkte
Das Preisgeld betrug insgesamt 7 Millionen US-Dollar. Im Doppel wurden die genannten Preisgelder pro Team ausgezahlt.
| Einzel                      | Einzel                                                        | Einzel                                                        |
| Runde                       | Preisgeld                                                     | Punkte                                                        |
| --------------------------- | ------------------------------------------------------------- | ------------------------------------------------------------- |
| Turniersiegerin             | + 1.750.000 $                                                 | + 420                                                         |
| Halbfinalsiegerin           | + 590.000 $                                                   | + 330                                                         |
| Halbfinalistin              | + 40.000 $                                                    |                                                               |
| Gruppenphase pro Sieg       | + 153.000 $                                                   | + 250                                                         |
| Gruppenphase pro Niederlage | —                                                             | + 125                                                         |
| Antrittsgelder              |                                                               |                                                               |
| Hauptfeld                   | 3 Spiele = 151.000 $ 2 Spiele = 130.000 $ 1 Spiel = 110.000 $ | 3 Spiele = 151.000 $ 2 Spiele = 130.000 $ 1 Spiel = 110.000 $ |
| Ersatzspielerin             | 2 Spiele = 109.000 $ 1 Spiel = 89.000 $ ohne Spiel = 68.000 $ | 2 Spiele = 109.000 $ 1 Spiel = 89.000 $ ohne Spiel = 68.000 $ |

| Doppel             | Doppel                                                       | Doppel                                                       |
| Runde              | Preisgeld                                                    | Punkte                                                       |
| ------------------ | ------------------------------------------------------------ | ------------------------------------------------------------ |
| Sieg               | 500.000 $                                                    | 1500                                                         |
| Finale             | 260.000 $                                                    | 1080                                                         |
| Halbfinale         | 157.500 $                                                    | 750                                                          |
| Viertelfinale      | 81.250 $                                                     | 375                                                          |
| Antrittsgelder     |                                                              |                                                              |
| Hauptfeld          | 3 Spiele = 75.000 $ 2 Spiele = 60.000 $ 1 Spiel = 50.000 $   | 3 Spiele = 75.000 $ 2 Spiele = 60.000 $ 1 Spiel = 50.000 $   |
| Ersatzspielerinnen | 2 Spiele = 50.500 $ 1 Spiel = 35.000 $ ohne Spiel = 25.000 $ | 2 Spiele = 50.500 $ 1 Spiel = 35.000 $ ohne Spiel = 25.000 $ |

## Einzel

### Qualifikation
Qualifiziert waren die acht bestplatzierten Damen der WTA Tour 2016. Dazu kamen die beiden nächsten Punktbesten als Reservistinnen.
| WTA-Race im Einzel | WTA-Race im Einzel   | WTA-Race im Einzel | WTA-Race im Einzel | WTA-Race im Einzel  |
| #                  | Spielerin            | Punkte             | Turniere           | Qualifikationsdatum |
| ------------------ | -------------------- | ------------------ | ------------------ | ------------------- |
| 1                  | Angelique Kerber     | 8000               | 20                 | 22. August 2016     |
| −                  | Serena Williams      | 7050               | 13                 | 22. August 2016     |
| 2                  | Agnieszka Radwańska  | 4975               | 19                 | 4. Oktober 2016     |
| 3                  | Simona Halep         | 4728               | 17                 | 29. September 2016  |
| 4                  | Karolína Plíšková    | 4100               | 21                 | 4. Oktober 2016     |
| 5                  | Garbiñe Muguruza     | 3736               | 19                 | 14. Oktober 2016    |
| 6                  | Madison Keys         | 3637               | 15                 | 16. Oktober 2016    |
| 7                  | Dominika Cibulková   | 3625               | 22                 | 16. Oktober 2016    |
| 8                  | Swetlana Kusnezowa   | 3490               | 20                 | 22. Oktober 2016    |
| 9                  | Johanna Konta        | 3455               | 22                 |                     |
| 10                 | Carla Suárez Navarro | 3170               | 22                 |                     |
| 11                 | Petra Kvitová        | 2715               | 21                 |                     |
| 12                 | Elina Switolina      | 2456               | 22                 |                     |
| 13                 | Venus Williams       | 2241               | 16                 |                     |
| 14                 | Caroline Wozniacki   | 2210               | 21                 |                     |
| 15                 | Roberta Vinci        | 2190               | 22                 |                     |
| 16                 | Timea Bacsinszky     | 2188               | 18                 |                     |
| 17                 | Jelena Wesnina       | 2094               | 19                 |                     |
| 18                 | Samantha Stosur      | 2090               | 20                 |                     |
| 19                 | Barbora Strýcová     | 2070               | 21                 |                     |
| 20                 | Kiki Bertens         | 1816               | 21                 |                     |

### Austragungsmodus
Bei der Rundenturnierphase (engl. Round Robin) spielten je vier Spielerinnen in zwei Gruppen jede gegen jede. Die zwei Bestplatzierten jeder Gruppe qualifizierten sich für das Halbfinale, das nach dem K.-o.-System ausgetragen wurde. Die Siegerin jeder Gruppe spielten gegen die Zweite der anderen Gruppe und die Siegerinnen dieser Partien bestritten das Endspiel.

### Setzliste
| Nr. | Spielerin           | Erreichte Runde |
| --- | ------------------- | --------------- |
| 01. | Angelique Kerber    | Finale          |
| 02. | Agnieszka Radwańska | Halbfinale      |
| 03. | Simona Halep        | Round Robin     |
| 04. | Karolína Plíšková   | Round Robin     |

| Nr. | Spielerin          | Erreichte Runde |
| --- | ------------------ | --------------- |
| 05. | Garbiñe Muguruza   | Round Robin     |
| 06. | Madison Keys       | Round Robin     |
| 07. | Dominika Cibulková | Sieg            |
| 08. | Swetlana Kusnezowa | Halbfinale      |

### Halbfinale, Finale
|  | Halbfinale | Halbfinale          | Halbfinale | Halbfinale | Halbfinale |  |  | Finale | Finale             | Finale | Finale | Finale |
|  |            |                     |            |            |            |  |  |        |                    |        |        |        |
|  |            |                     |            |            |            |  |  |        |                    |        |        |        |
|  | 1          | Angelique Kerber    | 6          | 6          |            |  |  |        |                    |        |        |        |
|  | 2          | Agnieszka Radwańska | 2          | 1          |            |  |  |        |                    |        |        |        |
|  |            |                     |            |            |            |  |  | 1      | Angelique Kerber   | 3      | 4      |        |
|  |            |                     |            |            |            |  |  | 7      | Dominika Cibulková | 6      | 6      |        |
|  | 8          | Swetlana Kusnezowa  | 6          | 62         | 4          |  |  |        |                    |        |        |        |
|  | 7          | Dominika Cibulková  | 1          | 7          | 6          |  |  |        |                    |        |        |        |
|  |            |                     |            |            |            |  |  |        |                    |        |        |        |

### Rote Gruppe
|   |                    | Kerber         | Halep     | Keys     | Cibulková      | Round Robin S-N | Sätze S-N | Spiele S-N | Pos. |
| 1 | Angelique Kerber   |                | 6:4, 6:2  | 6:3, 6:3 | 7:65, 2:6, 6:3 | 3:0             | 6:1       | 39:27      | 1    |
| 3 | Simona Halep       | 4:6, 2:6       |           | 6:2, 6:4 | 3:6, 6:75      | 1:2             | 2:4       | 27:31      | 3    |
| 6 | Madison Keys       | 3:6, 3:6       | 2:6, 4:6  |          | 6:1, 6:4       | 1:2             | 2:4       | 24:29      | 4    |
| 7 | Dominika Cibulková | 6:75, 6:2, 3:6 | 6:3, 7:65 | 1:6, 4:6 |                | 1:2             | 3:4       | 33:36      | 2    |

### Weiße Gruppe
|   |                     | Radwańska     | Plíšková       | Muguruza       | Kusnezowa      | Round Robin S-N | Sätze S-N | Spiele S-N | Pos. |
| 2 | Agnieszka Radwańska |               | 7:5, 6:3       | 7:61, 6:3      | 5:7, 6:1, 5:7  | 2:1             | 5:2       | 42:32      | 2    |
| 4 | Karolína Plíšková   | 5:7, 3:6      |                | 6:2, 6:74, 7:5 | 6:3, 2:6, 6:76 | 1:2             | 3:5       | 41:43      | 3    |
| 5 | Garbiñe Muguruza    | 6:71, 3:6     | 2:6, 7:64, 5:7 |                | 3:6, 6:0, 6:1  | 1:2             | 3:5       | 38:39      | 4    |
| 8 | Swetlana Kusnezowa  | 7:5, 1:6, 7:5 | 3:6, 6:2, 7:66 | 6:3, 0:6, 1:6  |                | 2:1             | 5:4       | 38:45      | 1    |

### Preisgelder und Weltranglistenpunkte
| Spielerin           | Punkte | Antrittsgeld | Erspieltes Preisgeld | Gesamtpreisgeld |
| ------------------- | ------ | ------------ | -------------------- | --------------- |
| Dominika Cibulková  | 1250   | 151.000 $    | 1.903.000 $          | 2.054.000 $     |
| Angelique Kerber    | 1080   | 151.000 $    | 1.049.000 $          | 1.200.000 $     |
| Swetlana Kusnezowa  | 625    | 151.000 $    | 346.000 $            | 497.000 $       |
| Agnieszka Radwańska | 625    | 151.000 $    | 346.000 $            | 497.000 $       |
| Simona Halep        | 500    | 151.000 $    | 153.000 $            | 304.000 $       |
| Madison Keys        | 500    | 151.000 $    | 153.000 $            | 304.000 $       |
| Garbiñe Muguruza    | 500    | 151.000 $    | 153.000 $            | 304.000 $       |
| Karolína Plíšková   | 500    | 151.000 $    | 153.000 $            | 304.000 $       |

## Doppel

### Qualifikation
Qualifiziert waren die acht bestplatzierten Doppelpaarungen der WTA Tour 2016.
| 1  | Caroline Garcia Kristina Mladenovic  | 7360 | 16 | 6. September 2016  |
| 2  | Martina Hingis Sania Mirza           | 6315 | 14 | 20. Juni 2016      |
| 3  | Bethanie Mattek-Sands Lucie Šafářová | 5226 | 8  | 4. Oktober 2016    |
| 4  | Jelena Wesnina Jekaterina Makarowa   | 4496 | 9  | 12. September 2016 |
| 5  | Andrea Hlaváčková Lucie Hradecká     | 4140 | 17 | 6. Oktober 2016    |
| 6  | Chan Yung-jan Chan Hao-ching         | 4115 | 20 | 6. Oktober 2016    |
| 7  | Jaroslawa Schwedowa Tímea Babos      | 3975 | 12 | 6. Oktober 2016    |
| 8  | Julia Görges Karolína Plíšková       | 3485 | 11 | 6. Oktober 2016    |
| 9  | Raquel Atawo Abigail Spears          | 2700 | 20 |                    |
| 10 | Xu Yifan Zheng Saisai                | 2670 | 20 |                    |
| 11 | Barbora Strýcová Sania Mirza         | 2395 | 5  | FN1                |

1 auch bei einer Qualifikation mit Barbora Strýcová wäre Sania Mirza mit Martina Hingis angetreten

### Austragungsmodus
Im Doppel wurde das Hauptfeld im K.-o.-System ausgetragen.

### Setzliste
| Nr. | Paarung                              | Erreichte Runde |
| --- | ------------------------------------ | --------------- |
| 01. | Caroline Garcia Kristina Mladenovic  | Halbfinale      |
| 02. | Martina Hingis Sania Mirza           | Halbfinale      |
| 03. | Bethanie Mattek-Sands Lucie Šafářová | Finale          |
| 04. | Jelena Wesnina Jekaterina Makarowa   | Sieg            |

| Nr. | Paarung                          | Erreichte Runde |
| --- | -------------------------------- | --------------- |
| 05. | Andrea Hlaváčková Lucie Hradecká | Viertelfinale   |
| 06. | Chan Yung-jan Chan Hao-ching     | Viertelfinale   |
| 07. | Jaroslawa Schwedowa Tímea Babos  | Viertelfinale   |
| 08. | Julia Görges Karolína Plíšková   | Viertelfinale   |

### Ergebnisse
|  | Viertelfinale | Viertelfinale                       | Viertelfinale                        | Viertelfinale | Viertelfinale |                                      |                              | Halbfinale                           | Halbfinale | Halbfinale | Halbfinale | Halbfinale |  |  | Finale | Finale | Finale | Finale | Finale |
|  |               |                                     |                                      |               |               |                                      |                              |                                      |            |            |            |            |  |  |        |        |        |        |        |
|  | 1             | Caroline Garcia Kristina Mladenovic | 6                                    | 6             |               |                                      |                              |                                      |            |            |            |            |  |  |        |        |        |        |        |
|  | 8             | Julia Görges Karolína Plíšková      | 4                                    | 2             |               |                                      |                              |                                      |            |            |            |            |  |  |        |        |        |        |        |
|  | 8             | Julia Görges Karolína Plíšková      | 4                                    | 2             | 1             | Caroline Garcia Kristina Mladenovic  | 3                            | 5                                    |            |            |            |            |  |  |        |        |        |        |        |
|  |               |                                     |                                      |               |               | Caroline Garcia Kristina Mladenovic  | 3                            | 5                                    |            |            |            |            |  |  |        |        |        |        |        |
|  |               | 3                                   | Bethanie Mattek-Sands Lucie Šafářová | 6             | 7             |                                      |                              |                                      |            |            |            |            |  |  |        |        |        |        |        |
|  | 3             | 3                                   | Bethanie Mattek-Sands Lucie Šafářová | 6             | 7             | Bethanie Mattek-Sands Lucie Šafářová | 5                            | 7                                    | [10]       |            |            |            |  |  |        |        |        |        |        |
|  | 3             |                                     |                                      |               |               |                                      | 5                            | 7                                    | [10]       |            |            |            |  |  |        |        |        |        |        |
|  | 7             | Jaroslawa Schwedowa Tímea Babos     | 7                                    | 6             | [2]           |                                      |                              |                                      |            |            |            |            |  |  |        |        |        |        |        |
|  |               |                                     |                                      |               |               |                                      | 3                            | Bethanie Mattek-Sands Lucie Šafářová | 65         | 3          |            |            |  |  |        |        |        |        |        |
|  |               | 4                                   | Jelena Wesnina Jekaterina Makarowa   | 7             | 6             |                                      |                              |                                      |            |            |            |            |  |  |        |        |        |        |        |
|  | 5             | Andrea Hlaváčková Lucie Hradecká    | 2                                    | 5             |               |                                      |                              |                                      |            |            |            |            |  |  |        |        |        |        |        |
|  | 4             | Jelena Wesnina Jekaterina Makarowa  | 6                                    | 7             |               |                                      |                              |                                      |            |            |            |            |  |  |        |        |        |        |        |
|  | 4             | Jelena Wesnina Jekaterina Makarowa  | 6                                    | 7             | 4             | Jelena Wesnina Jekaterina Makarowa   | 3                            | 6                                    | [10]       |            |            |            |  |  |        |        |        |        |        |
|  |               |                                     |                                      |               |               | Jelena Wesnina Jekaterina Makarowa   | 3                            | 6                                    | [10]       |            |            |            |  |  |        |        |        |        |        |
|  |               | 2                                   | Martina Hingis Sania Mirza           | 6             | 2             | [6]                                  |                              |                                      |            |            |            |            |  |  |        |        |        |        |        |
|  | 6             | 2                                   | Martina Hingis Sania Mirza           | 6             | 2             | [6]                                  | Chan Yung-jan Chan Hao-ching | 610                                  | 5          |            |            |            |  |  |        |        |        |        |        |
|  | 6             |                                     |                                      |               |               |                                      | Chan Yung-jan Chan Hao-ching | 610                                  | 5          |            |            |            |  |  |        |        |        |        |        |
|  | 2             | Martina Hingis Sania Mirza          | 7                                    | 7             |               |                                      |                              |                                      |            |            |            |            |  |  |        |        |        |        |        |